# ألان كايزر
ألان كايزر (بالإنجليزية: Allan Kayser)‏ هو ممثل أمريكي، ولد في 18 ديسمبر 1963 في ليتلتون في الولايات المتحدة.

## وصلات خارجية
- ألان كايزر على موقع IMDb (الإنجليزية)
- ألان كايزر على موقع ألو سيني (الفرنسية)
- ألان كايزر على موقع أول موفي (الإنجليزية)
- ألان كايزر على موقع إن إن دي بي (الإنجليزية)
- ألان كايزر على موقع قاعدة بيانات الفيلم (الإنجليزية)
- ألان كايزر على موقع كينوبويسك (الروسية)